# Ignacy Łukasiewicz
Jan Józef Ignacy Łukasiewicz (Zaduszniki, 1822. március 8. – Chorkówka, 1882. január 7.) örmény származású lengyel gyógyszerész, akinek először sikerült kőolajból petróleumot (világítóolajat) előállítania. A lengyel olajipar megalapítója. Nevéhez fűződik az első lengyelországi olajkút fúrása (1854-ben), valamint az első  lengyel olajfinomító megépítése (1856-ban).

## Életrajza
Az akkor Ausztriához tartozó Zaduszniki faluban született, örmény származású értelmiségi családban. Apja, Józef Łukasiewicz részt vett a Kościuszko-féle felkelésben. A család anyagi gondjai miatt Ignacy születése után nem sokkal Rzeszówba költözött.